# Cojos de Robliza
Cojos de Robliza es una localidad española del municipio de Robliza de Cojos, perteneciente a la provincia de Salamanca, en la comunidad autónoma de Castilla y León.

## Historia
El lugar tuvo ayuntamiento propio. El municipio de Cojos de Robliza desapareció de cara al censo de 1857, al incorporarse al de Matilla de los Caños del Río. Hacia mediados del siglo XIX, el lugar tenía contabilizada una población de 80 habitantes. Aparece descrito en el sexto volumen del Diccionario geográfico-estadístico-histórico de España y sus posesiones de Ultramar de Pascual Madoz con las siguientes palabras:

COJOS DE ROBLIZA: l. agregado al ayunt. de Matilla de los Caños (V.) en la prov., part. jud. y dióc. de Salamanca (6 leg.), aud. terr. y c. g. de Valladolid: sit. en la márg. der. del r. Huebra. Su térm. se estiende de E. á O. 1/4 de leg. y 1/2 de N. á S. Confina por el E. con el de Matilla; O. y N. con el de Robliza, que tanto este como el pueblo que describimos pertenecieron antes al monast. de Valparaiso, y S. con el de Linejo. Consta de 406 fan. de tierra para pastos, 144 de monte, 626 para trigo, que se siembra á 2 hojas; cada fan. de monte tendrá unas 30 encinas. Sobre el r. hay un molino harinero. La parr. es beneficio ec. Tiene 15 vec. y 80 alm. Paga por todas contr. 4,150 rs.
(Madoz, 1847, p. 519)

En la actualidad, pertenece al municipio de Robliza de Cojos. En 2023, la entidad singular de población de Cojos de Robliza tenía empadronados 5 habitantes, todos ellos en el núcleo de población de ese nombre.